# Jean-Jacques Ampère
Jean-Jacques Ampère (Lyon, 12 augustus 1800 – Pau, 27 maart 1864) was een Frans historicus, filoloog en auteur.
Ampère, de enige zoon van de natuurwetenschapper André-Marie Ampère, verloor zijn moeder, Julie Carron, toen hij nog maar een kleuter was. 
In 1826 reisde hij naar Duitsland en was daar gast van Johann Wolfgang von Goethe, die erg onder de indruk was van Ampères werk. Hij ondernam verder reizen naar Noorwegen, Zweden en Egypte. Op basis van zijn studie van Scandinavische mythologie werd Ampère benoemd tot professor aan de Sorbonne.
Aan het Collège de France, waar hij vanaf 1833 een leerstoel bekleedde, verrichtte Ampère onderzoek voor zijn belangrijkste filologische werken Histoire littéraire de la France avant le XIIe siècle (1839/40) en Histoire de la formation de la langue française (1841). In zijn literatuurgeschiedenis van het Frankrijk van voor de 12e eeuw introduceerde hij als eerste het begrip Karolingische renaissance. 
Daarnaast schreef hij voor verscheidene tijdschriften, waaronder de Revue française en de Globe, theaterrecensies alsmede artikelen over literatuurgeschiedenis en de Franse taalgeschiedenis.
Tezamen met Prosper Mérimée reisde hij naar het Midden-Oosten, Griekenland en Italië. In 1842 werd hij aan de Académie des inscriptions et belles-lettres aangenomen en op 22 april 1847 aan de Académie française als opvolger van Alexandre Guiraud. Andere reisdoelen van Ampère waren in 1851 de Verenigde Staten en Mexico. In het maatschappelijk milieu van Parijs behoorde hij tot de salonkring van de veel oudere Juliette Récamier, met wie hij een lange correspondentie onderhield.

## Werken
- De l'histoire de la poésie (1830)
- De la littérature française dans ses rapports avec les littératures étrangères au moyen âge (1833)
- Littérature et voyages: Allemagne et Scandinavie  (1833)
- Histoire littéraire de la France avant le XIIe siècle (3 delen, 1839)
- Histoire de la littérature au moyen âge. De la formation de la langue française (3 delen, 1841)
- Ballanche (1849)
- La Grèce, Rome et Dante: études littéraires d'après nature (1848)
- Littérature, voyages et poésies (2 delen, 1848)
- Proménade en Amérique: États-Unis, Cuba et Mexique (1855)
- L'histoire romaine à Rome (4 delen, 1856)
- César, scènes historiques (1859)
- Promenade en Amérique (2 delen, 1860)
- La science et les lettres en Orient (1865)
- Mélanges d'histoire et de littérature (2 delen, 1867)
- L'Empire romain à Rome (2 delen, 1867)
- Voyage en Égypte et en Nubie (1868)
- Christian ou l'année romaine (1887)